# Función infinitamente diferenciable

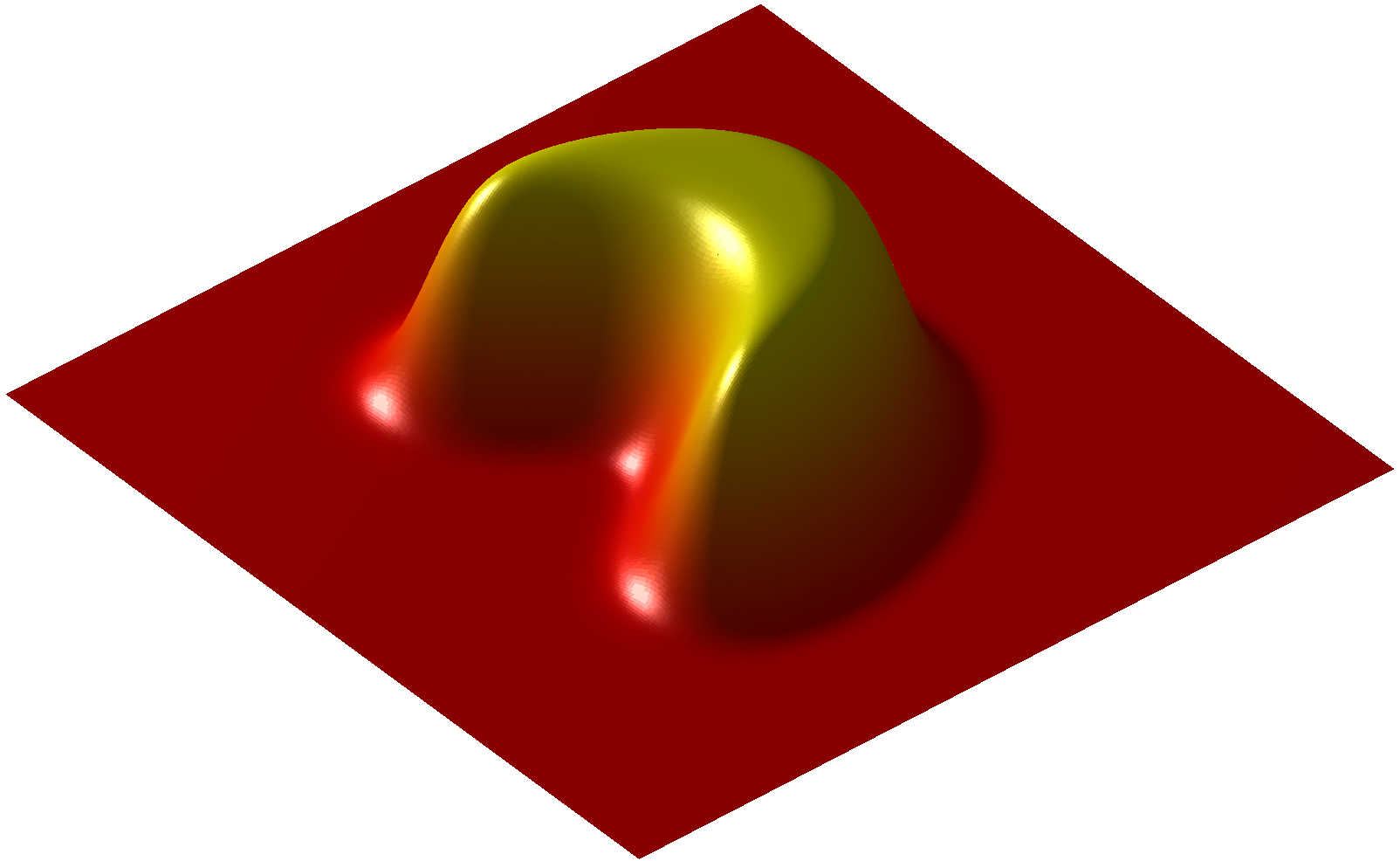
Una función de protuberancia es una función suave con soporte compacto

Una función suave o infinitamente diferenciable es una función que admite derivadas de cualquier orden, y por tanto todas sus derivadas de cualquier orden son continuas.
En análisis matemático, la suavidad de una función es una propiedad que se mide por el número de continua derivadas que tiene sobre algún dominio, llamado clase de diferenciabilidad. Como mínimo, una función puede considerarse suave si es diferenciable en todas partes (por tanto, continua). En el otro extremo, también podría poseer derivadas de todos los órdenes en su dominio, en cuyo caso se dice que es infinitamente diferenciable y se denomina función C-infinita' (o función {\displaystyle C^{\infty }}).
Las funciones analíticas son casos particulares de funciones suaves, pero no toda función suave es analítica. Por ejemplo la función:

{\displaystyle f(x)={\begin{cases}e^{\frac {1}{x}}&x<0\\0&x\geq 0\end{cases}}}

Es infinitamente diferenciable en todos sus puntos pero no es analítica.

## Clases de diferenciabilidad
Clase de diferenciabilidad es una clasificación de funciones según las propiedades de sus derivadas. Es una medida del mayor orden de derivada que existe y es continua para una función.
Consideremos un conjunto abierto {\displaystyle U} en la recta real y una función {\displaystyle f} definida en {\displaystyle U} con valores reales. Sea k un entero no negativo. Se dice que la función {\displaystyle f} es de clase de diferenciabilidad {\displaystyle C^{k}} si las derivadas {\displaystyle f'',f'',\dots ,f^{(k)}} existen y son continua sobre {\displaystyle U}. Si {\displaystyle f} es {\displaystyle k}-diferenciable en {\displaystyle U}, entonces está al menos en la clase {\displaystyle C^{k-1}} ya que {\displaystyle f',f'',\dots ,f^{(k-1)}} son continuas en {\displaystyle U}. Se dice que la función {\displaystyle f} es infinitamente diferenciable, suave, o de clase {\displaystyle C^{\infty }}, si tiene derivadas de todos los órdenes en {\displaystyle U}. (Así que todas estas derivadas son funciones continuas sobre {\displaystyle U}.) Se dice que la función {\displaystyle f} es de clase {\displaystyle C^{\omega }}, o analítica, si {\displaystyle f} es suave (es decir, {\displaystyle f} está en la clase {\displaystyle C^{\infty }}) y su expansión en serie de Taylor alrededor de cualquier punto de su dominio converge a la función en alguna vecindad del punto. Por tanto, {\displaystyle C^{\omega }} está estrictamente contenida en {\displaystyle C^{\infty }}. Las funciones de choque son ejemplos de funciones en {\displaystyle C^{\infty }} pero no en {\displaystyle C^{\omega }}.
Dicho de otro modo, la clase {\displaystyle C^{0}} está formada por todas las funciones continuas. La clase {\displaystyle C^{1}} consiste en todas las funciones diferenciables cuya derivada es continua; tales funciones se llaman continuamente diferenciables'. Así, una función {\displaystyle C^{1}} es exactamente una función cuya derivada existe y es de clase {\displaystyle C^{0}}. En general, las clases {\displaystyle C^{k}} pueden definirse recursivamente declarando {\displaystyle C^{0}} como el conjunto de todas las funciones continuas, y declarando {\displaystyle C^{k}} para cualquier entero positivo {\displaystyle k} como el conjunto de todas las funciones diferenciables cuya derivada está en {\displaystyle C^{k-1}}. En particular, {\displaystyle C^{k}} está contenida en {\displaystyle C^{k-1}} para cada {\displaystyle k>0}, y hay ejemplos para demostrar que esta contención es estricta ({\displaystyle C^{k}\subsetneq C^{k-1}}). La clase {\displaystyle C^{\infty }} de funciones infinitamente diferenciables, es la intersección de las clases {\displaystyle C^{k}} a medida que {\displaystyle k} varía sobre los enteros no negativos.

### Ejemplos

#### Ejemplo: Continuo (C0) pero no diferenciable
La función
{\displaystyle f(x)={\begin{cases}x&{\mbox{if }}x\geq 0,\\0&{\text{if }}x<0\end{cases}}}

La función C^{0} f(x) = x para x ≥ 0 y 0 en caso contrario.

Función g(x) = x^{2} sin(1/x) para x > 0.

Función con para and es diferenciable. Sin embargo, esta función no es continuamente diferenciable.

Función suave que no es analítica.

es continua pero no diferenciable en x = 0, por lo que es de clase C0, pero no de clase C1.

#### Ejemplo: Diferenciable finitamente (Ck)
Para cada entero par k, la función
{\displaystyle f(x)=|x|^{k+1}}
es continua y k veces diferenciable en todo x. En x = 0, sin embargo, {\displaystyle f} no es (k + 1) veces diferenciable, por lo que {\displaystyle f} es de clase Ck, pero no de clase Cj donde j > k.

#### Ejemplo: Diferenciable pero no continuamente diferenciable (noC1)
La función
{\displaystyle g(x)={\begin{cases}x^{2}\sin {\left({\tfrac {1}{x}}\right)}&{\text{si }}x\neq 0,\\0&{\text{si }}x=0\end{cases}}}
es diferenciable, con derivada
{\displaystyle g'(x)={\begin{cases}-{\mathord {\cos \left({\tfrac {1}{x}}\right)}}+2x\sin \left({\tfrac {1}{x}}\right)&{\text{si }}x\neq 0,\\0&{\text{si }}x=0.\end{cases}}}
Debido a que {\displaystyle \cos(1/x)} oscila como x. → 0, {\displaystyle g'(x)} no es continua en cero. Por tanto, {\displaystyle g(x)} es diferenciable pero no de clase C1.

#### Ejemplo: Diferenciable pero no Lipschitz Continuo
La función
{\displaystyle h(x)={\begin{cases}x^{4/3}\sin {\left({\tfrac {1}{x}}\right)}&{\text{si }}x\neq 0,\\0&{\text{si }}x=0\end{cases}}}
es diferenciable pero su derivada no tiene límite en un conjunto compacto. Por tanto, {\displaystyle h} es un ejemplo de función diferenciable pero no localmente Función lipschitziana.

#### Ejemplo: Analítica (Cω)
La función exponencial {\displaystyle e^{x}} es analítica, y por tanto cae dentro de la clase Cω. Las funciones trigonométricas también son analíticas allí donde se definen, ya que son  combinaciones lineales de funciones exponenciales complejas. {\displaystyle e^{ix}} y {\displaystyle e^{-ix}}.

#### Ejemplo: Suave (C∞) pero no analítica (Cω)
La función de protuberancia
{\displaystyle f(x)={\begin{cases}e^{-{\frac {1}{1-x^{2}}}}&{\text{ si }}|x|<1,\\0&{\text{ en caso contrario }}\end{cases}}}
es suave, por lo tanto de clase C∞, pero no es analítica en x = ±1, y por lo tanto no es de clase Cω. La función f es un ejemplo de función suave con soporte compacto.

### Clases de diferenciabilidad multivariante
Una función {\displaystyle f:U\subset \mathbb {R} ^{n}\to \mathbb {R} } definida sobre un conjunto abierto {\displaystyle U} de {\displaystyle \mathbb {R} ^{n}} se dice que es de la clase {\displaystyle C^{k}} sobre {\displaystyle U}, para un entero positivo {\displaystyle k}, si todas las derivadas parciales
{\displaystyle {\frac {\partial ^{\alpha }f}{\partial x_{1}^{\alpha _{1}}\,\partial x_{2}^{\alpha _{2}}\,\cdots \,\partial x_{n}^{\alpha _{n}}}}(y_{1},y_{2},\ldots ,y_{n})}
existen y son continuas, para cada {\displaystyle \alpha _{1},\alpha _{2},\ldots ,\alpha _{n}} enteros no negativos, tales que {\displaystyle \alpha =\alpha _{1}+\alpha _{2}+\cdots +\alpha _{n}\leq k}, y cada {\displaystyle (y_{1},y_{2},\ldots ,y_{n})\ enU}. Equivalentemente, {\displaystyle f} es de clase {\displaystyle C^{k}} en {\displaystyle U} si la {\displaystyle k}-ésimo orden derivada de Fréchet de {\displaystyle f} existe y es continua en cada punto de {\displaystyle U}. Se dice que la función {\displaystyle f} es de clase {\displaystyle C} o {\displaystyle C^{0}} si es continua en {\displaystyle U}. También se dice que las funciones de clase {\displaystyle C^{1}} son continuamente diferenciables.
Una función {\displaystyle f:U\subset \mathbb {R} ^{n}\to \mathbb {R} ^{m}}, definida sobre un conjunto abierto {\displaystyle U} de {\displaystyle \mathbb {R} ^{n}}, se dice que es de clase {\displaystyle C^{k}} sobre {\displaystyle U}, para un entero positivo {\displaystyle k}, si todas sus componentes
{\displaystyle f_{i}(x_{1},x_{2},\ldots ,x_{n})=(\pi _{i}\circ f)(x_{1},x_{2},\ldots ,x_{n})=\pi _{i}(f(x_{1},x_{2},\ldots ,x_{n})){\text{ para }}i=1,2,3,\ldots ,m}
son de clase {\displaystyle C^{k}}, donde {\displaystyle \pi _{i}} son las proyecciones naturales. {\displaystyle \pi _{i}:\mathbb {R} ^{m}\to \mathbb {R} } definida por {\displaystyle \pi _{i}(x_{1},x_{2},\ldots ,x_{m})=x_{i}}. Se dice que es de clase {\displaystyle C} o {\displaystyle C^{0}} si es continua, o equivalentemente, si todas las componentes {\displaystyle f_{i}} son continuas, en {\displaystyle U}.

### Espacio de funcionesCk
Sea {\displaystyle D} un subconjunto abierto de la recta real. El conjunto de todas las funciones {\displaystyle C^{k}} de valor real definidas sobre {\displaystyle D} es un espacio vectorial de Fréchet, con la familia contable de seminormas
{\displaystyle p_{K,m}=\sup _{x\in K}\left|f^{(m)}(x)\right|}
donde {\displaystyle K} varía sobre una secuencia creciente de conjunto compacto cuya unión es {\displaystyle D}, y {\displaystyle m=0,1,\dots ,k}.
El conjunto de funciones {\displaystyle C^{\infty }} sobre {\displaystyle D} también forma un espacio de Fréchet. Se utilizan las mismas seminormas que en el caso anterior, excepto que {\displaystyle m} puede abarcar todos los valores enteros no negativos.
Los espacios anteriores aparecen de forma natural en aplicaciones donde se necesitan funciones que tengan derivadas de ciertos órdenes; sin embargo, particularmente en el estudio de ecuaciones diferenciales parcialess, a veces puede ser más fructífero trabajar en su lugar con los  espacios de Sóbolev.

## Continuidad
Los términos continuidad paramétrica (Ck) y continuidad geométrica (Gn) fueron introducidos por Brian Barsky, para demostrar que la suavidad de una curva podía medirse eliminando restricciones en la velocidad, con la que el parámetro traza la curva.

### Continuidad paramétrica
Continuidad paramétrica (Ck) es un concepto aplicado a curva paramétricas, que describe la suavidad del valor del parámetro con la distancia a lo largo de la curva. Una curva (paramétrica) {\displaystyle s:[0,1]\to \mathbb {R} ^{n}} se dice que es de clase Ck, si {\displaystyle \textstyle {\frac {d^{k}s}{dt^{k}}}} existe y es continua en {\displaystyle [0,1]}, donde las derivadas en los puntos extremos {\displaystyle 0,1\in [0,1]} se toman como derivadas unilaterales (i. e., a {\displaystyle 0} por la derecha, y a {\displaystyle 1} por la izquierda).
Como aplicación práctica de este concepto, una curva que describe el movimiento de un objeto con un parámetro de tiempo debe tener continuidad 1 y su primera derivada es diferenciable-para que el objeto tenga aceleración finita. Para un movimiento más suave, como el de la trayectoria de una cámara al filmar una película, se requieren órdenes superiores de continuidad paramétrica.

#### Orden de continuidad paramétrica

Dos segmentos de curva de Bézier unidos que sólo es continua C^{0}.

Dos segmentos de curva de Bézier unidos de tal forma que son continuos C^{1}.

Los distintos órdenes de continuidad paramétrica pueden describirse de la siguiente manera:
- {\displaystyle C^{0}}: la derivada cero-ésima es continua (las curvas son continuas).
- {\displaystyle C^{1}}: la derivada cero-ésima y la primera son continuas
- {\displaystyle C^{2}}: las derivadas cero-ésima, primera y segunda son continuas
- {\displaystyle C^{n}}: las derivadas cero-ésima a enésima son continuas